# Ieroteo di Gerusalemme
Ieroteo (in greco Ιερόθεος; Samo, ... – 23 giugno 1882) è stato il patriarca greco-ortodosso di Gerusalemme tra il 1875 e il 1882.